# Феминистский карандаш
Феминистский карандаш — выставка феминистских графики и стрит-арта, переросшая в серию выставок и движение. Проект можно отнести к сепаратистскому феминизму — все работы созданы художницами-женщинами. Совместная кураторская работа Виктории Ломаско и Надежды Плунгян.
«Феминистский карандаш» значительно повлиял на обновление списка российских художниц-феминисток, зафиксировав смену поколений в феминистском искусстве России.

## Первая выставка
Первая выставка прошла с 12 октября по 12 ноября 2012 года в Fabrika H&G на бывшей территории «Красного октября». На открытии раздавался набор открыток с репродукциями работ с выставки.
На выставке были показаны работы: Виктории Ломаско, Микаэлы, Натальи Першиной-Якиманской (Глюкли), Полины Петрушиной, Умной Маши и Татьяны Фасхутдиновой.
Материалы о выставке опубликовали Новая газета, газета «Труд», «Москва 24», сайты «Равноправка» и «Школа жизни».
Три художницы — Виктория Ломаско, Микаэла и Умная Маша, — в начале 2013 года были приглашены к участию в большой ретроспективной выставке «Международный женский день. Феминизм: от авангарда до наших дней».
Гастроли выставки «Феминистский карандаш» прошли с 18 по 21 июня 2013 года в Мурманске в рамках фестиваля активистского искусства «МедиаУдар».

## Феминистский карандаш-2
Вторая московская выставка «Феминистского карандаша» прошла в октябре-ноябре 2013 года в рамках фестиваля «МедиаУдар» и собрала уже 35 художниц. Кроме того, «Феминистский карандаш-2» стал частью параллельной программы 5-й Московской биеннале.
К выставке был выпущен каталог. Выставка сопровождалась образовательной программой: дискуссиями, воркшопами, в том числе мастер-классом по стрит-арту.

### Участницы
| - Беттина - Ильмира Болотян - Оксана Брюховецкая - Ирина Васильева - Наталья Васютина - группа Gandhi - Александра Гарт - Глюкля (Наталья Першина-Якиманская) | - Ника Дубровская - группа ЖЕНА - Анна Звягинцева - ZuliF - Маша Иванова - Алевтина Кахидзе - Александра Качко (Zoa Art) - Koivo - Алина Копица | - Лидия Коровкина - Хелена Лаукканен - Лилли Логе - Виктория Ломаско - Манная Каша - Микаэла - Марина Напрушкина - Эмма Нархова - Полина Петрушина | - Юлия Резникова - Анна Репина - Яна Сметанина - Ася Умарова - Умная Маша - Татьяна Фасхутдинова - Хагра - Лена Хейдиз - Эльке Штайнер |

Художница Александра Галкина прокомментировала выставку, нанеся без согласия кураторов на стены выставочного зала изображения пенисов.

## Выставка в Петербурге
Выставка в петербургской галерее «Борей» проходила c 25 февраля по 8 марта 2014 года при организационном участии Кризисного центра для женщин, и поэтому носила более правозащитный характер. Акцент был сделан на гендерном насилии. В выставке приняли участие 25 художниц. Событие сопровождалось лекционной программой.

## Выставка в Осло
С 10 по 25 мая 2014 года в Осло прошла последняя выставка «Феминистского карандаша». Проект получил название «Героиня нашего времени» (Heroine of Our Time) и представлял из себя одновременно сокращённую и обновлённую версию второй московской выставки. Новыми работами на выставке стали граффити «Меня скоро сотрут, а тебя?..» группы Gandhi, графические истории «Житие одной монахини» Ильмиры Болотян и «Дело Pussy Riot» Виктории Ломаско, а также спрятанные под плёнкой портреты убитых правозащитниц (автор — Яна Сметанина).
Выставку посетили феминистки Мария Алёхина, Джудит Батлер, Рози Брайдотти и Надя Толокно.

## Все выставки в виде списка
- 2012 — «Феминистский карандаш». Fabrika Hostel&Gallery, Москва.
- 2013 — «Феминистский карандаш». Дом равенства, Мурманск.
- 2013 — «Феминистский карандаш-2». «Artplay», Москва.
- 2014 — «Феминистский карандаш-2». Галерея «Борей», С.-Петербург.
- 2014 — «Героиня нашего времени». Галерея 69, Осло.
- 2015 — «Постсоветские Кассандры». Галерея в Кёрнер-парке, Берлин[12].

## Цитаты
- «Реальные перспективы феминистского искусства сегодня — это, в первую очередь, гражданский активизм. Искусство распространяется через социальные сети, через граффити, стикеры, самодельные видео — и, конечно, через зины, рисованный самиздат. Мы ставим себе задачу завоевать именно обычную женскую аудиторию, сделать искусство понятным и вместе с тем социально острым»[13]. — Надя Плунгян, 2013.
- «Говорить о насилии в семье, о судебных тяжбах, обо всём, что касается «приватной» сферы, высоким стилем невозможно. В обществе это считается постыдным. Но я считаю, что именно о структурном насилии и следует говорить публично. Для многих участниц „Феминистского карандаша“ эта выставка — единственный шанс высказаться, осознать себя, сформировать свою позицию, получить поддержку. И для меня тоже. Я участвовала во многих галерейных и музейных проектах, но это единственное публичное пространство, где я могу говорить о том, что меня по-настоящему волнует! Зарисовки, социальная графика — идеальный формат для частного разговора об общем»[14]. — Ника Дубровская, 2013.